# South East Island
South East Island, in der Sprache der Moriori und Māori Rangatira genannt, auf einigen Karten aber irrtümlich als Rangitira bezeichnet, ist eine unbewohnte Insel im Archipel der zu Neuseeland gehörenden Chatham Islands im südwestlichen Pazifischen Ozean.

## Geographie
Die 2,19 km² große Insel befindet sich rund 2 km südöstlich von Pitt Island und rund 55 km südöstlich von Chatham Island, der Hauptinsel der Inselgruppe Chatham Islands. Sie besitzt eine Längenausdehnung von 2,53 km und misst an ihrer breitesten Stelle 1,76 km. Die Insel, die nach Pitt Island die drittgrößte Insel des Archipels ist, weist teils steile Küstenkliffs auf und erreicht auf seiner Westseite eine Höhe von 224 m über dem Meer.

## Geschichte
Die Insel, die als Weideland für Merinoschafe genutzt wurde, wurde 1953 von der neuseeländischen Regierung gekauft und 1961 die letzten der bis zu 1400 Schafe von der Insel entfernt. Seit die Insel nicht mehr als Weideland genutzt wird, hat sich der für die Insel typische Wald erholt. Heute ist die Insel ein Naturreservat und wird vom Department of Conservation verwaltet.

## Flora und Fauna
Auf der Insel kommen zahlreiche seltene oder endemische Tier- und Pflanzenarten vor, darunter der von Aussterben bedrohte Chatham-Schnäpper (Petroica traversi). Die Insel ist auch ein bedeutendes Brutgebiet für Seevögel, wie beispielsweise des seltenen Chatham-Sturmvogels (Pterodroma axillaris) oder des Dunklen Sturmtauchers (Puffinus griseus). An der Südküste lebt eine Kolonie Neuseeländische Seebären (Arctocephalus forsteri).
Auf der Insel wachsen das in Neuseeland bekannte Ribbonwood, der Māhoe, die Akeake, Neuseeländer Flachs, Büsche wie Pohuehue, Matipo and Wildblumen wie die Megaherbs.